# يوريكس
يوريكس (بالألمانية: Jurix) هي توزيعة لينكس حُرَّة ومفتوحة المصدر (مُرخصة تحت رُخصة جنو العُموميَّة) مُوقوفٌ إصدارها، كانت مُوزعةً على الأقراص المرنة، أنشأها فلوريان لاروش — وهو من قام بإطلاقها والإشراف عليها — ويتم تزويدها بإشعار حقوق الطبع والنشر على الأقل من 1994 إلى 1999.

## المُواصفات

### المُكوِّنات
بحسب توثيق ملف «اقرأني» — الخاص بالتوزيعة — العائد لعام 1999، فإنَّ تَوزيعة يوريكس تحتوي على المُكوِّنات التاليَّة:
- نواة لينكس إصداريّ 2.0.37 و 2.2.10
- مكتبة سي المعيارية 5.4.46
- مجموعة مترجمات جنو 1.1.2
- إن كورسيس [الإنجليزية] 4.2-980822
- باسوود [الإنجليزية]
- إكس فري 86 [الإنجليزية] 3.3.3.1
- كدي 1.1.1

### تثبيت الحُزم
لتثبيت الحُزم الجديدة على التوزيعة، يقوم المُستخدم بإيجاد ملف .tgz وتشغيل أمر tar بشكل: $ su -c 'tar xzvf foo.tgz -C /' ثُمَّ سيتم إلغاء ضغط وأرشفة الملف المُحدَّد إلى تقسيمة الجذر (بالإنجليزية: Root Partition)‏، بعد ذلك ستُصبح جاهزةً للاستخدام.

## التقييم والنَّقد
أشارت تك رادار في عام 2012 عن التوزيعة بأنَّها «توزيعة مثيرة للاهتمام، وكانت ملحوظة لعددٍ من الأسباب»: زُعِمَ أنَّها كانت أول توزيعة تتضمَّن مُثَبِّتًا قابلًا للبرمجة النصيَّة، كانت من أوائل أنظمة التي دعمت بروتوكول نظام ملفات الشبكة (اختصارًا: NFS) وبوت پي [الإنجليزية] (بالإنجليزية: BOOTP)‏ بشكلٍ كامل، وواحدة من توزيعات لينُكس الأولى التي هَدَفَتْ إلى استخدام إكس تي 2. أشارت أيضًا إلى أنَّ ما جعل تَوزيعة يويكس حقًا علامة فارقة مهمة في تاريخ لينُكس هو حقيقة أنَّها كانت النظام الأساسي المستخدم لإنشاء سوزي لينُكس (بالإنجليزية: SUSE Linux)‏ التي انتشرت بين المُستخدمين.
قال سيث كينلون (بالإنجليزية: Seth Kenlon)‏ مِن مبادرة المصدر المفتوح، عن طريقة تثبيت الحُزم الجديدة على تَوزيعة يوريكس: «لَقَد فعلتُ ذلكَ باستخدام العديد من الحزم التي لم أقم بتثبيتها بدايةً، ووجدت هذا سهلًا وسريعًا وموثوقًا».